# Juan Tusquets
Juan Tusquets Terrats, né le 31 mars 1901 à Barcelone et mort le  25 octobre 1998 à Barcelone, est un auteur catholique espagnol.
Il est connu pour ses opinions antimaçonniques et antisémites, et anticommunistes.

## Biographie
Éducateur et professeur de Pégagogie Générale[pas clair] à l'Université de Barcelone.

## Œuvres
- Masones y Pacifistas, Burgos, 1939.
- Los sin Dios en Rusia
- Ediciones antisectarias, vol. VI
- Ramón Lull, pedagogo de la Cristiandad, Consejo superior de investigaciones científicas, Instituto San José de Calasanz, 1954.
- Apports hispaniques à la philosophie chrétienne de l'Occident, avec Joaquin Carreras Artau
- Orígenes de la revolución española, Editorial Vilamala, Barcelona, 1932
- Ediciones antisectarias, vol. VI